# Rudnik Duży
Rudnik Duży – wieś w Polsce położona w województwie mazowieckim, w powiecie siedleckim, w gminie Wodynie. Ma status sołectwa.
Wierni Kościoła rzymskokatolickiego należą do parafii Nawiedzenia Najświętszej Maryi Panny w Seroczynie.